# Signorie
Signorie (italsky signoria) byla častá forma výkonu moci v městských státech severní a střední Itálie mezi 13. a 15. stoletím. Jméno odkazuje na vládu pána (signore) v čele městské rady, často sestávající nikoli ze šlechticů, ale z místních patricijů. Signoria se obvykle také nazývala městská rada, který volila signora a jiné úředníky.
Obce ve středověké severní a střední Itálii (kromě Papežského státu a Benátek) podléhaly od 10. století de iure Svaté říši římské. Jak však jednotlivé italské rody bohatly a získávaly vliv následkem rozvoje řemesel a obchodu, mnoho obcí začalo otevřeně usilovat o samostatnost. Císařem dosazený velmož často podlehl organizovanému měšťanstvu (popolo).
Smrtí Fridricha II. roku 1250 začal rozpad císařské správy v Italském království. Zápas stran ghibellinů a guelfů, který začal již během vlády Štaufů, se zostřil. Popis ghibellinů jako císařské strany a guelfů jako strany proticísařské je správný jen částečně. Dokonce i guelfové ve Florencii se kolem roku 1300 rozpadli na dvě skupiny. Názvy guelfové a ghibellini byly často používány pouze jako značky různých politických skupin v jednom městě. Významnou roli hrály také sociální problémy, protože moc konzulárních rodin, které tradičně hrály důležitou roli, byla zpochybněna novými hráči z řad obchodníků. Ghibellini se obvykle rekrutovali z vrstev, které mohly profitovat z císařské vlády. To se týkalo například feudálních pánů zápasících s mocí měst nebo slabých měst, ohrožovaných expanzí sousedů. Dobová pojednání o státě od Danta Alighieriho, Monarchia a místy i dříve publikovaná práce Convivio, reagují na úpadek císařské moci a vyjadřují naději na její obnovu.
Jedním z přímých důsledků byl nárůst politického násilí v některých obcích a boje mezi různými městy v císařské Itálii. Jako řešení této problematické situace se města opakovaně přikláněla k přenesení výkonné moci na signora a vytvářela nové postupy, jako je např. volební konkláve, umožňující úřady obsazovat nezávisle na vnějších vlivech a na vnitřních sporech mezi stranami. Ty mohly být obsazeny buď vůdci nejvýznamnější strany v obci, nebo respektovanými a pokud možno neutrálními osobnostmi obce, nebo kleriky, nebo také někým zvenčí. Protože Benátky nebyly součástí říše a jinak často zůstávaly neutrální vůči mocenským bojům uvnitř a mezi italskými obcemi, byli často jmenováni městskými vládci benátští šlechtici, k čemuž přispívala i pověst Benátek jako města s přesným a dobře fungujícím právním systémem. Očekávalo se nejenom, že signore obnoví mír a pořádek v komunitě, ale také smír upevní tím, že umožní účast „nováčků“ na politické moci.
Ranou formu signorie zřídil Ezzelino da Romano roku 1236 ve Veroně, ale nezískal podporu ze samotného města. První formální právní ustavení městské signorie proběhlo až roku 1264, kdy Obizzo II. Estenský ovládl Ferraru po předání moci slavnostním shromážděním, jež ovšem sám zorganizoval. Po smrti Fridricha II. vznikly signorie také ve Veroně, Mantově a Miláně, většinou vedené rody, které měly základnu jak v contado (okolním území), tak ve městě samotném. Formální ustavení signorie často nastalo obsazením důležitých úřadů podesty (podestà) nebo kapitána lidu (capitano del popolo) několikrát po sobě, nebo i doživotně.
Aby získali silnější mocenskou legitimitu, noví vládci často usilovali o propůjčení vikariátu papežem nebo římsko-německým císařem. Především italské tažení Jindřicha VII. (1310-1313) umožnilo rozšíření signorie do dalších měst, protože Jindřich se často opíral o místní předáky, kteří měli bránit jeho zájmy. Známým příkladem jsou Viscontiové v Miláně. Další ghibellini pokračovali po smrti císaře v srpnu 1313 v boji proti guelfům a zřídili v následujícím období nová panství (například Castruccio Castracani ve městě Lucca). Jindřichův vnuk Karel IV. mnohé z těchto vikářů během svého italského tažení potvrdil. V některých městech si signor zajistil faktickou dědičnost svého úřadu, takže tam došlo k vytvoření dynastií. Proto pak zanikaly nebo k bezvýznamnosti oslabovaly tradiční městské politické instituce. Vladař je nahradil vlastním administrativním aparátem a rozpustil také milici ve prospěch žoldnéřských armád, které mu byly loajální. K vytvoření stálé signorie však nedošlo zdaleka ve všech městech, jak ukazují Janov, Siena nebo Lucca. Také nebylo vyloučeno, aby obec získala moc zpět po vyhnání signora nebo vymření jeho dynastie.
Do 15. století byla řada měst tak mocných, že se stala nezávislými malými státy. Ani říši, ani papežovi se nepodařilo tento vývoj zvrátit silou. Místo toho rozdávali výsady a šlechtické tituly, aby k sobě signorie připoutali. S velkým úspěchem však tuto strategii použil až Cesare Borgia.
Mnoho měst se tak stalo dědičnými knížectvími. Ostatní byla spolknuta velkými státy, které v 15. století úspěšně expandovaly (Milánským vévodstvím, Benátskou republikou, Vévodstvím Florencie (později Toskánským vévodstvím), Neapolským královstvím a Papežským státem).